# Ракеро

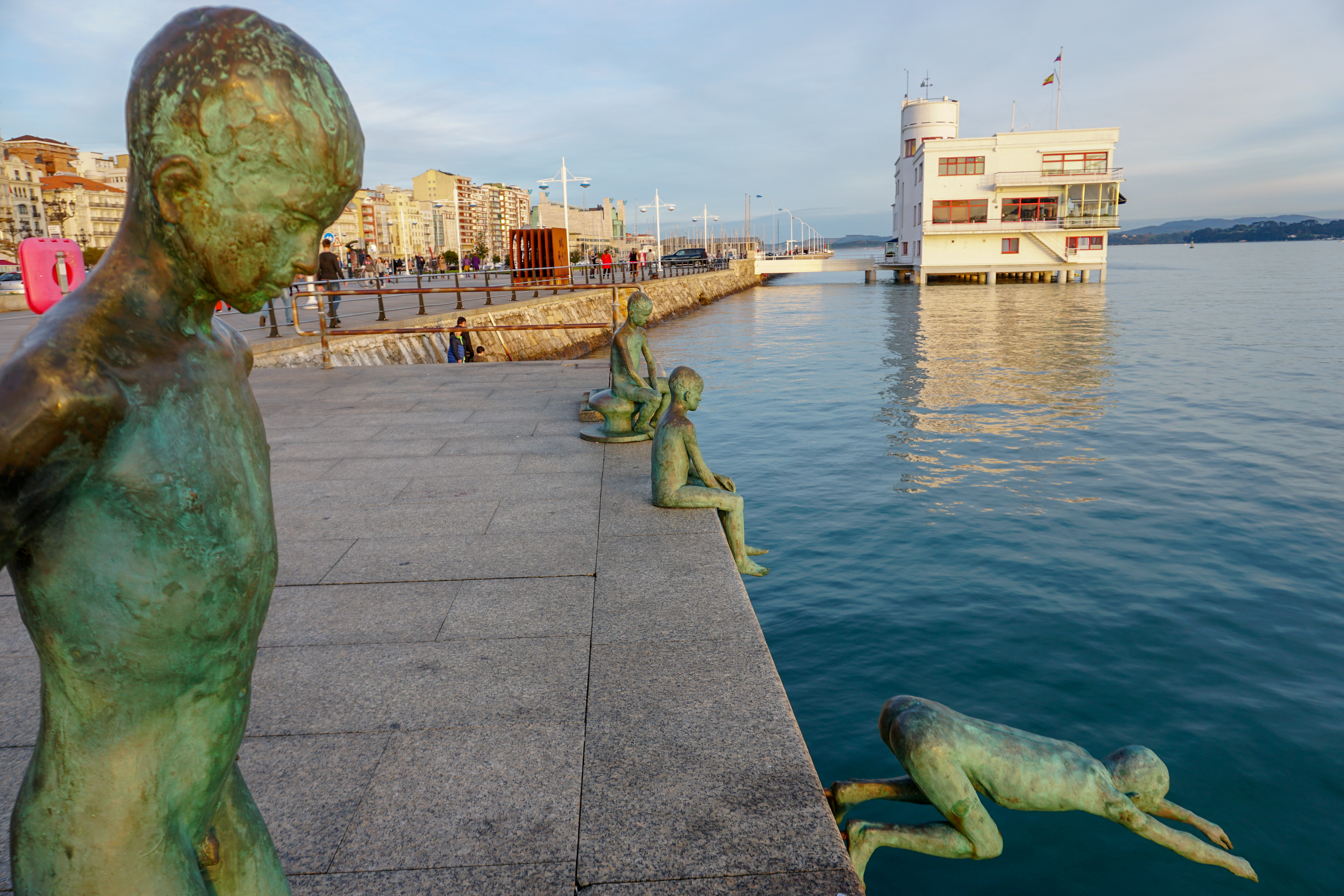
Монумент Лос-Ракерос

Ракеро (исп. El Raquero) — городской бедняк, название мальчишек города Сантандера, Испания, которые промышляли попрошайничеством и воровством около набережной.
В 19 и 20 веках следили за богатыми гражданами и туристами, которые бросали с набережной в воду монеты, чтобы потом, ныряя с пирса, собрать их.
Слово raquero происходит от глагола raquear, который берет начало от латинского rapio, что значит брать то, что принадлежит другому, воровать, отнимать.
Хосе Рамон Саис Виадеро, писатель из Кантабрии, написал ностальгический словарь «Diccionario para uso de raqueros», ратуя за народное просвещение.
Хосе Мария де Переда так описывал мальчишек:
Я придерживаюсь мнения о ракеро, что они были созданы как орудия дворника, чья работа состоит в том, чтобы присвоить все, что осталось без владельца. 

Истинный ракеро рождается именно на улице Альта или Калле-де-ла-Мар. Его жизнь столь же незаметна, как и жизнь любого другого существа, пока он не научится бегать, как белка — тогда он покидает свой родной дом ради Муэлье-де-лас-Наос, его имя это всего-навсего прозвище, которое признают его товарищи. Это прозвище, которое, основанное на каком-то кульминационном событии в его жизни, он должен отстоять с кулаками, если кто-то оспаривает это..
В 2007 году был открыт монумент мальчишкам-ракеро, как часть морской, прибрежной, истории Сантандера.